# Putna (Sereth)
Die Putna ist ein rechter Nebenfluss des Sereth (rumänisch: Siret) im Kreis Vrancea in Rumänien.

## Geografie
Die teilweise durch Grundwasser gespeiste, mineralreiche Putna entspringt in den Munții Vrancei in den Ostkarpaten. In ihrem Oberlauf bildet sie ein V-Tal aus, unterhalb von Lepșa mehrere in den Sandstein eingeschnittene Schluchten mit einem Wasserfall. Sie fließt in generell östlicher Richtung ab, wendet sich nordöstlich von Focșani nach Südosten und mündet bei Nănești südöstlich von Vulturu in den Sereth.
Die Länge der Putna beträgt 144 km; ihr Einzugsgebiet wird mit 2.720 km² angegeben.